# Estación de Huelva-Término
Estación de Huelva-Término vasútállomás Spanyolországban, Huelva településen.

## Vasútvonalak
Az állomást az alábbi vasútvonalak érintik:

## Kapcsolódó állomások
A vasútállomáshoz az alábbi állomások vannak a legközelebb: